# Enfrentamiento de Ein HaShlosha
El enfrentamiento de Ein HaShlosha fue un ataque armado llevado a cabo por milicianos de Hamás en las primeras horas del 7 de octubre de 2023, durante la festividad judía de Simjat Torá, en el kibutz Ein HaShlosha en el sur de Israel, como parte del ataque sorpresa a Israel. Los milicianos de Hamás saquearon e incendiaron muchas de las casas de los civiles del kibutz, además de secuestrar y matar a cuatro habitantes de la comunidad.

## Ataque
Se desconocen en gran medida las estadísticas sobre el alcance del ataque, aunque los militantes de Hamás mataron a cuatro miembros civiles mientras defendían el kibutz. Una mujer argentina de 80 años murió quemada luego de que su casa fuera incendiada y no pudiera escapar. El enfrentamiento entre los milicianos de Hamás y el equipo de seguridad de los residentes duró unas seis horas. El líder del equipo de seguridad, de unos sesenta años, murió en el tiroteo. Una anciana de 63 años también se encontraba entre las víctimas del ataque.
Treinta supervivientes fueron descubiertos en el kibutz tres días después del ataque,  catorce de los cuales eran ciudadanos tailandeses.
Para el 10 de octubre, al menos treinta civiles (dieciséis israelíes y catorce ciudadanos tailandeses) que permanecían ocultos fueron resguardados por fuerzas israelíes, reportándose que fueron rescatados ilesos.